# باري برادفيلد
باري برادفيلد هو رسام كارتون كندي، ولد في 1 أبريل 1981 في أوتاوا في كندا.